# Akania bidwillii
Akania bidwillii, neopadavý listnatý strom, je jediným druhem monotypického rodu Akania z čeledě Akaniaceae.

## Rozšíření
Je to australský endemit, vyskytuje se pouze na severu ve státě Queensland a na východě v Novém Jižním Walesu. Roste roztroušeně v subtropickém a tropickém deštném pralese.

## Popis
Štíhlé stromy s hladkou kůrou dosahují výšky až 12 m. Mají vstřícné, střídavé listy dlouhé do 75 cm, lichozpeřené, s 9 až 31 kožovitými, jemně síťovanými lístky dlouhými 10 až 30 cm. Mají čepele tvaru kopinatého až úzce eliptického s tupou bázi a špičatým vrcholkem, po obvodě jsou pilovité a řapíčky mají dlouhé 15 mm.
Oboupohlavé souměrné květy na stopkách dlouhých 5 až 20 mm jsou uspořádány do rozvětvených lat o délkách až 50 cm. Bílých nebo růžových kališních lístků dlouhých 3 až 4 mm je 5, stejně jako podlouhlých korunních plátků dlouhých 8 až 12 mm. Tyčinek uspořádaných ve dvou přeslenech bývá v květu 5 až 10, nejčastěji ale 8. Synkarpní gyneceum se skládá se tří plodolistů, semeník má tři oddělením, čnělky jsou dlouhé asi 6 mm.
Semena jsou v pukající, temně červené kožovité nebo dřevnaté tobolce vejcovitého až hruškovitého tvaru. Mají dužnatý endosperm, voní po mandlích.

## Využití
Přínos těchto řídce rostoucích stromů je větší po stránce estetické a vědecko poznávací než ekonomické.